# Wamba panamensis
Wamba panamensis là một loài nhện trong họ Theridiidae.
Loài này thuộc chi Wamba. Wamba panamensis được Herbert Walter Levi miêu tả năm 1959.